# 水杨酸钠
水楊酸鈉（化學式：C7H5NaO3或 NaC6H4(OH)CO2）是水楊酸的鈉鹽，可以通過苯酚和二氧化碳在較高的溫度和壓強下製取。歷史上，水楊酸鈉則是通過升華水楊酸與過量的碳酸氫鈉發生反應，再用加熱迴流的方式來獲得。

## 属性
水杨酸钠是水杨酸中的一员，然而，儿童和青少年在流感或水痘等病毒引起的疾病之后使用水杨酸，可能会诱发雷氏症候群，因此不建议19岁以下发热的病人使用含有水杨酸的产品和药物。

## 用途
水杨酸钠在医学上主要当作镇痛药和退热剂，同时它也是一种非甾体抗炎药，并能诱使癌细胞凋亡或坏死，在病人对阿司匹林过敏时，可以作为其替代药物使用。它还是常见的检测辐射和电子的真空紫外荧光粉。